# مقراب للأصول الفضائية
مقراب للأصول الفضائية هو دراسة مفاهيمية لمهمة تلسكوب فضائي للمسح بالأشعة تحت الحمراء البعيدة، مفهوم أولي في الصياغة المسبقة، تم تقديمه إلى المسح العقدي للولايات المتحدة في عام 2019 لاختيار برنامج فلاج شيب لناسا، ستوفر الأصول مجموعة من الأدوات الجديدة لدراسة تكون النجوم وعلم الطاقة والحالة الفيزيائية للوسط النجمي داخل مجرة درب التبانة باستخدام الأشعة تحت الحمراء وقدرات التحليل الطيفي الجديدة.
مجموعات الدراسة المكونة بشكل أساسي من أعضاء المجتمع الدولي ، وقد أعطت الأولوية للجهات المحركة في مجال تحديد الهوية العلمية والهيكل العلمي للبعثات، واعتمدت مجموعات الدراسة على مدخلات من المجتمع الفلكي الدولي؛ وهذه البعثة الكبيرة ستحتاج إلى مشاركة ودعم دوليين لجعلها حقيقة واقعة.
|                      |                            |
| الأسماء              | أصول، OST                  |
| نوع المهمة           | مرصد فضائي                 |
| القائم بالنشاط       | ناسا                       |
| بداية المهمة         |                            |
| تاريخ الانطلاق       | 2035 (مقترح)               |
| البارامترات المدارية |                            |
| النظام المرجعي       | لاغرانج L2                 |
| الأساسية             |                            |
| أطوال موجية          | الأشعة تحت الحمراء البعيدة |
| برنامج فلاج شيب      |                            |

## نظرة عامة
في عام 2016، بدأت وكالة ناسا في النظر في أربعة تلسكوبات فضائية مختلفة للبرنامج فلاج شيب، وهي مهمة تصوير الكواكب الخارجية الصالحة للحياة (HabEx)، والماسح الأشعة فوق البنفسجية البصرية بالأشعة تحت الحمراء (LUVOIR)، وأصول التليسكوب الفضائي، ومرصد لينكس للأشعة السينية، وفي عام 2019 سلمت الفرق الأربعة تقاريرها النهائية إلى الأكاديمية الوطنية للعلوم، والتي يُنصح تقرير الاستقصاء العقدي المستقل الخاص بعلم الفلك والفيزياء الفلكية وكالة ناسا بشأن المهمة التي يجب أن تحظى بأولوية قصوى، إذا تم تمويل الأصول فسيتم إطلاقها في حوالي عام 2035.

## المفهوم المتطور

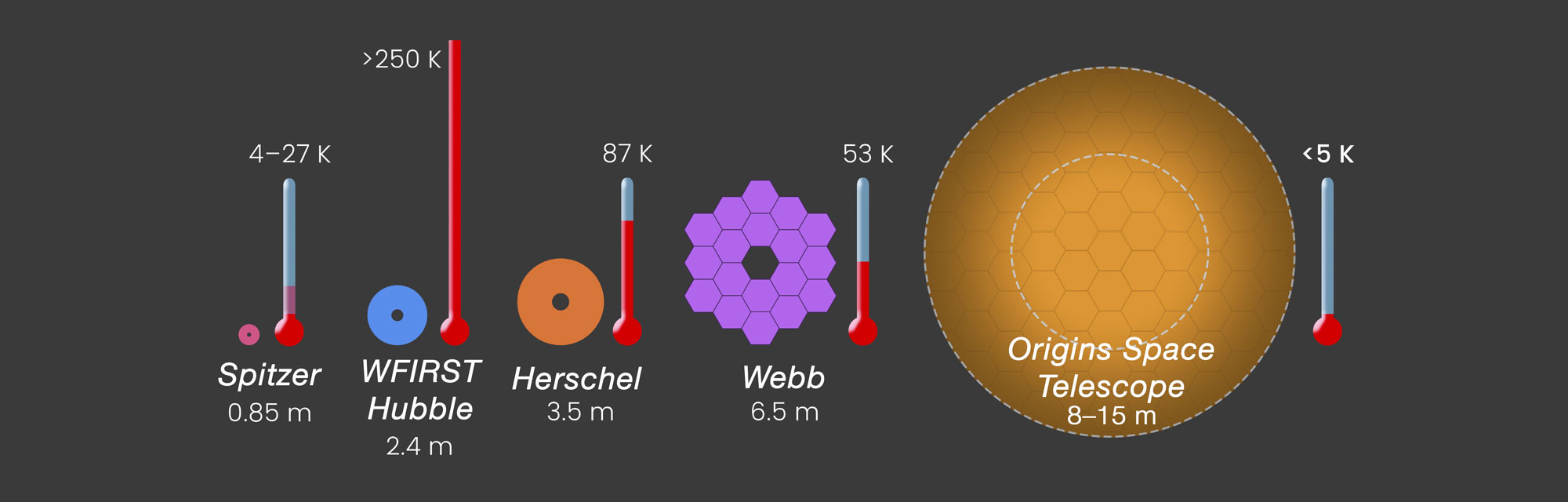
رسم تخطيطي لقطر المرآة المتصور بأصول التليسكوب الفضائي.

تصور خارطة الطريق وجود مقراب فضائي بالأشعة تحت الحمراء المتوسطة إلى البعيدة (يتناقض مع تلسكوب جيمس ويب الفضائي القريب إلى المتوسط من الأشعة تحت الحمراء) مع زيادة كبيرة في الحساسية على مرصد هيرشل الفضائي (تلسكوب سابق يعمل بالأشعة تحت الحمراء البعيدة)، واستبانة للزاوية مع تحسين حساسية أربعة على الأقل من حيث الحجم مقارنة مع هيرشيل، يعتمد تطوير المهمة على تحديد محركات العلوم الأولية لتحديد المتطلبات التقنية للمرصد، وقد حددت مجموعات العمل هذه المواضيع العلمية الأساسية:
• علم أصل الكون وعودة التأين
• تطور المجرات والثقوب السوداء
• حجم المجرات المحلية ودرب التبانة
• وسط بين نجمي
• الأقراص الكوكبية الأولية فريضة السديم، كوكب خارج المجموعة الشمسية، وتكون النجوم، والنجوم المتطورة
• النظام الشمسي

### النقل المائي
تشمل الأهداف المبكرة والأولية لمهمة مقراب فضائي للأصول دراسة النقل المائي مثل الجليد والغاز من الوسط بين النجوم إلى المناطق الداخلية للأقراص المكونة للكواكب، من السحب بين النجوم إلى أقراص الكواكب الأولية، إلى الأرض نفسها من أجل فهم وفرة وتوافر المياه للكواكب الصالحة للحياة، في النظام الشمسي سيرسم دور المذنبات في إيصال الماء إلى الأرض المبكرة من خلال تتبع الوراثة الجزيئية لنسبة الديوتيريوم/الهيدروجين.

## الخصائص الأولية
يقوم مقراب فضائي للأصول بأداء القياس الفلكي والفيزياء الفلكية في نطاق الأشعة تحت الحمراء المتوسطة إلى البعيدة باستخدام تلسكوب بفتحة 9.1 م (المفهوم 1) أو 5.9 م (المفهوم 2)،  سيتطلب التلسكوب أنظمة مبرد تجميد لتبريد الكاشفات عند 50 مللي كلفن وبصريات التلسكوب عند ∼4 كلفن، ستبلغ حساسيات 100-1000 مرة أكبر من أي تلسكوب يعمل بالأشعة تحت الحمراء البعيدة سابقًا.
من خلال استهداف عمليات رصد الكواكب الخارجية في نطاق الطول الموجي 3.3-25 ميكرومتر، سيقيس درجات الحرارة ويبحث عن المكونات الكيميائية الأساسية للحياة في أجواء الكواكب الصغيرة الدافئة في درجات حرارة صالحة للسكن (∼300 كلفن (27 درجة مئوية)) وقياس تكوين الغلاف الجوي، يمكن تحقيق ذلك من خلال مزيج من التحليل الطيفي العابر والتصوير التاجي المباشر، وتشمل التشخيصات الجوية المهمة نطاقات طيفية للأمونيا (NH 4، متتبع فريد للنيتروجين)، خط الأوزون 9 ميكرومتر (الأوزون، O 3 هو بصمة حيوية رئيسية، نطاق 15 ميكرومتر من ثاني أكسيد الكربون (ثاني أكسيد الكربون هو غاز مهم للاحتباس الحراري)، والعديد من نطاقات الطول الموجي للمياه.
ستمكّن أجهزة المطياف الخاصة بها من إجراء مسوحات ثلاثية الأبعاد للسماء والتي ستكتشف وتميز المجرات الأبعد، ودرب التبانة، والكواكب الخارجية، والروافد الخارجية للنظام الشمسي.

## الحمولة الأولية
بناءً على التقرير النهائي، وهناك ثلاثة أدوات مطلوبة ، بالإضافة إلى نطاق اختياري رابع:
1- مقياس استقطاب للتصوير بالأشعة تحت الحمراء البعيدة
2- أداة منتصف الأشعة تحت الحمراء للتحليل الطيفي لعبور الكواكب خارج المجموعة الشمسية
3- مطياف متعدد الاستخدامات يعمل بالأشعة تحت الحمراء البعيدة مع قدرة عالية الدقة منخفضة الدقة أو أحادية الحزمة
4- مطياف متغاير عالي الدقة